# Râul Pasărea, Dunăre

Râul Pasărea este un mic afluent al Dunării în România. Inițial era un braț al Dunării, care era legat și de un braț secundar al râului Vedea. Cu prilenjul îndiguirii luncii Dunării în perioada 1960-1970, a fost excavat un nou canal care lega tronsonul amonte al vechiului braț cu Dunărea, în apropiere de localitatea Pietroșani. 
Actualul râu acționează ca un canal de drenaj, având un curs paralel cu Dunărea și colectând afluxurile în incinta îndiguită de pe versant. Localitățile Pietrișu, Găujani, Vedea, Malu și Slobozia sunt așezate pe malul râului Pasărea River.  După confluența cu râul Parapanca, râul se varsă în Dunăre în aval de localitatea Slobozia